# Trichoxys longipes
Trichoxys longipes är en skalbaggsart som beskrevs av Chemsak och Linsley 1974. Trichoxys longipes ingår i släktet Trichoxys och familjen långhorningar. Inga underarter finns listade i Catalogue of Life.